# Nikki Kaye
Pour les articles homonymes, voir Kaye.
Nicola Laura Kaye, dite Nikki Kaye, née le 11 février 1980 à Auckland et morte le 23 novembre 2024, est une femme politique néo-zélandaise, membre du parlement néo-zélandais pour l'électorat central d'Auckland, de 2008 à 2020.
Kaye annonce le 16 juillet 2020 qu’elle ne se représente pas pour les élections générales de 2020, et qu’elle quitte la politique.
Diagnostiquée d'un cancer du sein, Nikki Kaye meurt le 23 novembre 2024 à 44 ans,,.